# Virginia Slims of Seattle 1977
Il Virginia Slims of Seattle 1977 è stato un torneo di tennis giocato sul sintetico indoor. È stata la 1ª edizione del torneo, che fa parte del WTA Tour 1977. Si è giocato a Seattle negli USA dal 31 gennaio al 6 febbraio 1977.

## Campionesse

### Singolare
Chris Evert ha battuto in finale  Martina Navrátilová con il punteggio di 6–2, 6–4

### Doppio
Rosie Casals /  Chris Evert hanno battuto in finale  Françoise Dürr /  Martina Navrátilová con il punteggio di 6–4, 3–6, 6–3